# 平山譲
平山 譲（ひらやま ゆずる、1968年 - ）は、日本のノンフィクション作家。

## 経歴
東京都出身。出版社勤務を経てフリー。スポーツを扱った題材での著作を行っている。
著作を元に映画化、ドラマ化、漫画化など行われている。

## 著書
- 名波浩 泥まみれのナンバー10（TOKYO FM出版）1998年
- マウンドの記憶―黒木知宏、17連敗の向こう側へ（毎日コミュニケーションズ）2000年
- 還暦ルーキー―60歳でプロゴルファー（講談社）2001年
- メジャーリーグ紀行（東京書籍）2001年
- 魂の箱―あるボクシングジムの闘い（実業之日本社）2002年
- ファイブ（NHK出版）2004年
- 4アウト―ある障害者野球チームの挑戦（新潮社）2005年
- ありがとう（講談社）2006年
- リカバリーショット（幻冬舎）2007年
- 片翼チャンピオン（講談社）2010年
- 灰とダイヤモンド　三宅高校野球部、復興へのプレイボール（PHP研究所）2013年